# Daniel Nicoletta
Daniel Nicoletta (nascido em 23 de dezembro de 1954) é um fotógrafo, fotojornalista e ativista dos direitos LGBT ítalo-americano.

## Biografia
Daniel Nicoletta nasceu na Cidade de Nova Iorque e foi criado em Utica, Nova Iorque. No final da adolescência, ele deixou Nova Iorque para estudar na Universidade Estadual de São Francisco, graduando-se mais tarde no programa de Bachelor of Arts. Ele começou sua carreira fotográfica em 1975 como estagiário de Crawford Barton, que na época era fotógrafo da revista gay nacional The Advocate.

## Carreira
Em 1974, quando tinha 19 anos, Nicoletta conheceu Harvey Milk e Scott Smith na Castro Camera, sua loja de câmeras na Castro Street; no ano seguinte, contrataram-no para trabalhar na loja. Os três se tornaram amigos e Nicoletta trabalhou com Milk em suas campanhas para cargos políticos. Durante esse período, Nicoletta tirou muitas fotos de Milk, agora conhecidas. Quando Milk foi eleito para o Conselho de Supervisores de São Francisco, ele se tornou o primeiro funcionário eleito abertamente gay da Califórnia; ele serviu por quase onze meses antes de ele e o prefeito George Moscone serem assassinados por Dan White na Prefeitura em 27 de novembro de 1978.
Após a morte de Milk, Nicoletta trabalhou para manter viva sua memória. Ele foi o coordenador de instalação das placas de homenagem fotográfica Harvey Milk instaladas no Harvey Milk Plaza e na Castro Street Station, que apresentavam suas fotografias, bem como as de Marc Cohen, Don Eckert, Jerry Pritikin, Efren Ramirez, Rink, e Leland Toy. Ele foi co-presidente do Comitê Memorial da Prefeitura de Harvey Milk, e sua fotografia serviu de base para o busto de Milk que agora reside na rotunda da Prefeitura de São Francisco.
Nicoletta foi um dos fundadores do San Francisco International LGBT Film Festival, hoje conhecido como Frameline Film Festival. Em 1977, enquanto ainda trabalhava na loja de fotografia de Harvey Milk, Nicoletta, junto com David Waggoner, Marc Huestis, e outros, começaram a exibir seus filmes Super-8, chamados de Gay Film Festival of Super 8 Films, que evoluiu para o festival anual.
De 1990 a 2000, Nicoletta manteve um estúdio fotográfico no bairro de Hayes Valley, em São Francisco. O estúdio proporcionou-lhe um cenário de trabalho focado em retratos artísticos de personalidades queer, líderes comunitários, performers e personagens urbanos coloridos. Também serviu como centro cultural e social onde Nicoletta organizou festas, salões, serviços memoriais e outros eventos.
O trabalho de Nicoletta documentou a cultura queer de meados da década de 1970 até a década de 2000. Além de suas imagens históricas de Harvey Milk, seus temas incluem os Motins da Noite Branca, a Feira da rua Castro, a Parada do Dia da Libertação Gay de São Francisco, The Cockettes e os Angels of Light, além de personalidades como Justin Bond, Loren Cameron, Divine, Mark Ewert, Ruth Weiss, Allen Ginsberg, Harry Hay, G. B. Jones, e Sylvester. Ele também atuou como fotógrafo de cenários em vários filmes, incluindo Vegas in Space (1992), Milk (2008) e All About Evil (2010).

### Publicações
Desde o final da década de 1970, as fotografias de Nicoletta foram amplamente reproduzidas em periódicos, incluindo The Advocate, Bay Area Reporter, The Guardian, Los Angeles Times, The New York Times, San Francisco Chronicle, Village Voice e X-tra West (Canadá).
Seu trabalho apareceu em vários livros, incluindo The Mayor of Castro Street (1982), de Randy Shilts; San Francisco Observed: A Photographic Record, de Ruth Silverman (1986); Women Resisting AIDS: Feminist Strategies of Empowerment, de Beth Schneider e Nancy E. Stoller (1995) (foto da capa); Gay by the Bay: A Pictorial History of Queer Culture in the San Francisco Bay Area, de Jim Van Buskirk e Susan Stryker (1996); Beasts: FotoFactory Anthology II (1997) de David A. Sprigle; San Francisco's Castro (2003) de Strange de Jim; How to Make Dances in an Epidemic: Tracking Choreography in the Age of AIDS (2004), de David Gere; The Fabulous Sylvester: The Legend, the Music, the Seventies in San Francisco (2006), de Joshua Gamson; MILK: A Pictorial History of Harvey Milk (2009) de Dustin Lance Black e Armistead Maupin (2009); e I Heart Chris March (2010) de Chris March (foto da capa).
Harvey Milk "Forever Stamp", emitido em 22 de maio de 2014. A arte do selo é centrada em uma foto de Milk tirada em frente à sua loja de câmeras em São Francisco. As cores da bandeira do orgulho gay aparecem em uma faixa vertical no canto superior esquerdo.
As fotografias de Nicoletta foram apresentadas em vários documentários. Suas imagens de Harvey Milk aparecem com destaque no documentário vencedor do Oscar de melhor documentário de 1985, The Times of Harvey Milk, dirigido por Rob Epstein. Seu trabalho também aparece no filme de Marc Huestis de 1993, Sex Is....

### Exposições
O trabalho fotográfico de Daniel Nicoletta foi exibido em exposições individuais no Josie's Cabaret (São Francisco, 1994); Sede corporativa da Levi-Strauss (São Francisco, 1996); Galeria Overtones (Los Angeles, 2009); e Electric Works (São Francisco, 2010).
Além disso, suas gravuras apareceram em inúmeras exposições coletivas nos Estados Unidos, incluindo "AIDS: The Artists' Response", Hoyt L. Sherman Gallery, Universidade Estadual de Ohio (abril de 1989); "Group Work: AIDS Timeline", Whitney Biennial (abril de 1991); "Harvey Milk: Second Sight", Galeria da Comissão de Artes de São Francisco (outubro-novembro de 1998); "Out of the Closet", Galeria Catharine Clark, São Francisco (maio-junho de 2000); "Made in California", Museu de Arte do Condado de Los Angeles (outubro de 2000 a fevereiro de 2001); "An Autobiography of the San Francisco Bay Area, Part 1", San Francisco Camerawork (setembro-outubro de 2009); e "Life and Death in Black and White: AIDS Direct Action in San Francisco, 1985–1990", o GLBT History Museum, São Francisco (março a junho de 2012).
Seu trabalho foi apresentado na exposição de 1997 “Goodbye to Berlin: 100 Jahre Schwulenbewegung”, organizada pelo Museu da Homossexualidade da Academia de Artes de Berlim.

### Coleções de museus e arquivos
O trabalho de Nicoletta está representado nas coleções permanentes do Centro Gay e Lésbico James C. Hormel da Biblioteca Pública de São Francisco; a Biblioteca Bancroft da Universidade da Califórnia em Berkeley; a Coleção Wallach de Belas Gravuras e a Coleção Berg da Biblioteca Pública de Nova Iorque; o Museu Schwules em Berlim, Alemanha; e a GLBT Historical Society em São Francisco.

## Na mídia
No longa-metragem Milk, filme biográfico baseado na vida de Harvey Milk dirigido por Gus Van Sant, Daniel Nicoletta é interpretado por Lucas Grabeel. Nicoletta interpreta Carl Carlson e atuou como fotógrafo do filme.

## Filmes
- Reel in the Closet (2015) dirigido por Stu Maddux
- Milk (2008) dirigido por Gus Van Sant
- That Man: Peter Berlin (2005) dirigido por Jim Tushinski
- Sex Is (1993) dirigido por Marc Huestis
- The Times of Harvey Milk (1984) dirigido por Rob Epstein
- Theatrical Collage (1976) dirigido por Daniel Nicoletta
- Documentário The Advocate for Fagdom de Angélique Bosio sobre o cineasta queercore Bruce LaBruce[17][18]